# جا الا
جا الا (به لاتین: Ja-Ela Divisional Secretariat) یک منطقهٔ مسکونی در سری‌لانکا است که در ناحیه گامپاها واقع شده‌است.